# Sugár Tivadar
Sugár Tivadar, tévesen olykor Sugár Tibor, 1914-ig Glück (Budapest, 1897. február 19. – Moszkva, butovói kivégzőhely, 1938. június 16.) magyar politikus, orvostanhallgató, a Galilei Kör tagja, a Budapesti Katonatanács alelnöke.

## Élete
Sugár Lipót Lajos és Vantuch Fáni fiaként született. 1912-től 1917-ig az MSZDP tagja volt. 1917-ben kapcsolódott be a Galilei Kör munkájába, ahol a Duczyńska Ilona vezette csoport antimilitarista szárnyához, az ún. forradalmi szocialistákhoz tartozott. A következő év elején letartóztatták, s az 1918. szeptember 19 és 25 között tárgyalt úgynevezett Galilei-perben fővádlottként 3 évi börtönre ítélték. Csakúgy, mint Lékai Jánost, őt is az őszirózsás forradalom alatt szabadították ki, nem sokkal ezután pedig a Budapesti Katonatanács alelnökévé választották meg.
1918. november 17-én Budapesten, a Terézvárosban házasságot kötött Dutczinsky Mária Dorottya Angyalka Ilonával (Duczyńska Ilonával), akitől 1922-ben elvált. A KMP-nek szinte a kezdetektől fogva tagja volt, s 1919 februárjában a kommunista vezetőkkel együtt őt is letartóztatták, ám március 3-án tüdőbajára való tekintettel szabadon bocsátották. A Magyarországi Tanácsköztársaság idején külföldi megbízatásokat teljesített, illetve az Osztrák–Magyar Bank kormánybiztosának titkára volt.
A kommün bukása után (1921-től) Németországban, majd a Szovjetunióban élt, s dolgozott a Komintern apparátusában. 1938. március 15-én azzal a hamis váddal, hogy Németországnak kémkedett, az NKVD letartóztatta, 1938. június 1-én halálraítélték, s június 16-án végrehajtották az ítéletet. 1956. november 28-án rehabilitálták.